# Jim Rathmann
Jim Rathmann est un pilote automobile américain, né le 16 juillet 1928 à Alhambra (Californie, États-Unis) et mort le 23 novembre 2011. 
Il a débuté en compétition en 1946. 
D'abord pilote de stock-cars, il s'est ensuite tourné vers la monoplace et a notamment remporté, au volant d'une Watson, les 500 miles d'Indianapolis en 1960, course qu'il a disputée à quatorze reprises de 1949 à 1963.
En 1961, il remporta encore le deuxième Championnat du monde de karting (officieux) grâce à Robert Allen qui pilota l'X-Terminator-McCulloch MC10, un engin au châssis de la fabrication de Rathmann équipé de deux réservoirs d'essence indépendants pour deux moteurs de 100 cm3 entraînant chacun une roue, les moteurs typt MC-10 n'étant autres que ceux de tronçonneuses McCulloch tout spécialement adaptés.
Après sa carrière de pilote, il a monté une concession automobile General Motors en Floride, au sud de Cap Canaveral.